# グラント・スペンサー
グラント・スペンサー（Grant Harold Spencer, 1952年 - ）は、ニュージーランドのエコノミスト。ニュージーランド準備銀行（RBNZ）副総裁。

## 来歴
ヴィクトリア大学ウェリントン（文学士（第1等）経済学専攻）卒業後、ニュージーランド準備銀行（RBNZ）入行。RBNZ在職時にロンドン・スクール・オブ・エコノミクス（LSE）へ留学し数理経済学と計量経済学を専攻し、理学修士の学位を取得。
RBNZヨーロッパ部門エコノミスト、1985年RBNZ経済/金融分析部門長を経て、1990年から1993年まで国際通貨基金（IMF）へ出向（役職は代理理事）。1993年RBNZ金融市場担当長を歴任。
1995年にRBNZを退職し、オーストラリア・ニュージーランド銀行（ANZ）へ移籍。ANZでは戦略部門/事業開発部長、財務部長を歴任。
2004年8月4日、RBNZはスペンサーのRBNZ復帰と次長総裁兼経済部長の就任を発表。2007年2月15日、RBNZ副総裁に昇格。同年4月2日から金融安定化部長を兼務。